# Джеймс Ланкастер
Сер Джеймс Ланкастер (англ. Sir James Lancaster; 1554-1618) — англійський корсар, командувач британським флотом в Ост-Індії.

## Біографія
Ланкастер народився у 1554 році в Бейзінгстоці (в Гемпширі). Юність він провів в Португалії, а в 1581 році займався торговельними операціями в Іспанії (був фактором в Севільї). Незадовго до 1586 року, перебуваючи в Севільї, він представляв торгові інтереси лондонського олдерман Томаса Старкі, але в зв'язку з початком англо-іспанської війною змушений був в червні 1586 року перебратися в Лондон.
1587 року Ланкастер командував каперським судном «Сюзен» в експедиції Френсіса Дрейка на Кадіс, а 1588 році брав участь в боях з Іспанською армадою в Ла-Манші і Північному морі, командуючи кораблем «Едвард Бонавенчур». Рік по тому Ланкастер був капітаном «Соломона», беручи участь в експедиції Дрейка на Лісабон, а у 1590 році ходив до Азорських островів, де в компанії з Семюелом Фокскрофтом захопили багатий голландський корабель. За це його звинуватили в піратстві, але за допомогою впливових друзів з Лондона, йому вдалося уникнути покарання.

### Перша ост-індська експедиція
Кілька лондонських купців, які готували першу англійську експедицію навколо мису Доброї Надії в Ост-Індію, врахували бойовий досвід Ланкастера і запропонували йому очолити один з кораблів. 10 квітня 1591 року 3 корабля — «Пенелопа» під командуванням Джорджа Реймонда, «Мерчент роял» під командуванням Фокскрофта і «Едвард Бонавенчур» під командуванням Ланкастера — вийшли з Плімута. На початку червня корсарам пощастило захопити португальську каравелу. Згодом команда почали страждати від тропічної спеки, нескінченних злив і шквалів; спалахнула епідемія цинги, яка забрала чимало життів. Серед померлих був і капітан Фокскрофт (його замінив Абрагам Кендал).
28 липня судна дійшли до мису Доброї Надії. Корабель «Мерчент роял» з хворими на борту відправили назад до Лондона. Джеймс Ланкастер пересік Індійський океан та в червні досяг Суматри. В експедиції з 300 осіб залишилось лише 33 члени команди. У Малаккській протоці Ланкастер захопив три португальські судна та вирішив повернутися додому.

### Рейд на Пернамбуку
В кінці 1594 року Джеймс Ланкастер організував корсарський рейд в складі 3 кораблів. Від взятих на Канарських островах полонених англійці дізналися про те, що на складах Пернамбуку (суч. Ресіфі) у Бразилії знаходиться багатий вантаж із затонулого португальського судна. Біля островів Зеленого Мису Ланкастер зустрів 4 корабля під командуванням іншого англійського капера Едварда Феннера, і запропонував останньому приєднатися до експедиції.
У Пернамбуку вони прибули вночі 29 березня 1595 року. Після певного супротиву португальці відступили, залишивши грабіжникам форт і порт. Почався повальний грабіж. Здобич пірати вантажили на борт кораблів, а оскільки вона не вміщувалася у трюмах, Ланкастер умовив капітанів 3 великих голландських суден, що стояли в гавані, взяти частину товарів на умовах фрахту. В цей час в Пернамбуку прибуло 5 французьких корсарських кораблів під командуванням Жана Ленуара. Останньому дозволили поживитися тим, що ще залишилося на складах. Через місяць Ланкастер віддав наказ зніматися з якорів. Флотилія з 15 кораблів пішла з Пернамбуку, везучи з собою здобич вартістю 50 тис. фунтів стерлінгів.

### Друга ост-індська експедиція
У жовтні 1600 року в Англії була сформована перша флотилія Ост-Індської компанії в складі 4 кораблів і 1 тендера: 38 гарматний «Скердж оф меліс» (цей корабель був куплений у графа Камберленда, пізніше перейменований у «Ред Драгон»), «Гектор», «Ессеншн», «Сюзен» і допоміжний транспорт «Гіфт». Командиром експедиції призначили Джеймса Ланкастера. 13 лютого 1601 року він вивів кораблі флотилії з Вуліджа. У складі команд були досвідчені моряки; головним лоцманом став Джон Девіс, який мав за плечима три плавання з метою відшукання північно-західного проходу з Атлантики в Тихий океан (1585—1587) і участь у корсарській експедиції Томаса Кавендіша (1591—1592).
Обігнувши Африку і зайшовши на Нікобарські острови, флотилія прибула на Суматру в червні 1602 року. Ланкастер, що мав офіційний статус посланника королеви Англії до монархів Сходу, уклав альянс з султаном Ачеха і заснував першу факторію Ост-Індської компанії в Бантамі (Ява). Крім того, англійські купці уклали кілька вигідних торгових угод, в тому числі з жителями Молуккських островів, багатих прянощами.
20 лютого 1603 експедиція вирушила в дорогу назад і 11 вересня прибула в Лондон. Комерційно вона була дуже успішною, до того ж тепер Англія встановила свою присутність в одному з найважливіших регіонів світової торгівлі. У жовтні 1603 король Яків I подарував Джеймсу Ланкастеру лицарське звання.

### Останні роки життя
Ставши одним з провідних директорів Ост-Індської компанії, колишній корсар Джеймс Ланкастер взяв участь в спорядженні і відправці на Схід ще ряду експедицій. У липні 1616 капітан Вільям Баффін назвав ім'ям Ланкастера одну з проток, відкритих ним на північ від Баффінової Землі.
Сер Джеймс Ланкастер помер у травні 1618 року. Частину своїх статків він заповів на користь бідняків Безінгстока, а частина — на виплату стипендій студентам Оксфордського і Кембриджського університетів.